# Vienna Environmental Research Accelerator
Der Vienna Environmental Research Accelerator (VERA) ist ein Teilchenbeschleuniger der Universität Wien.  
Das Hauptforschungsgebiet ist die Beschleunigermassenspektrometrie und deren Anwendungen. 

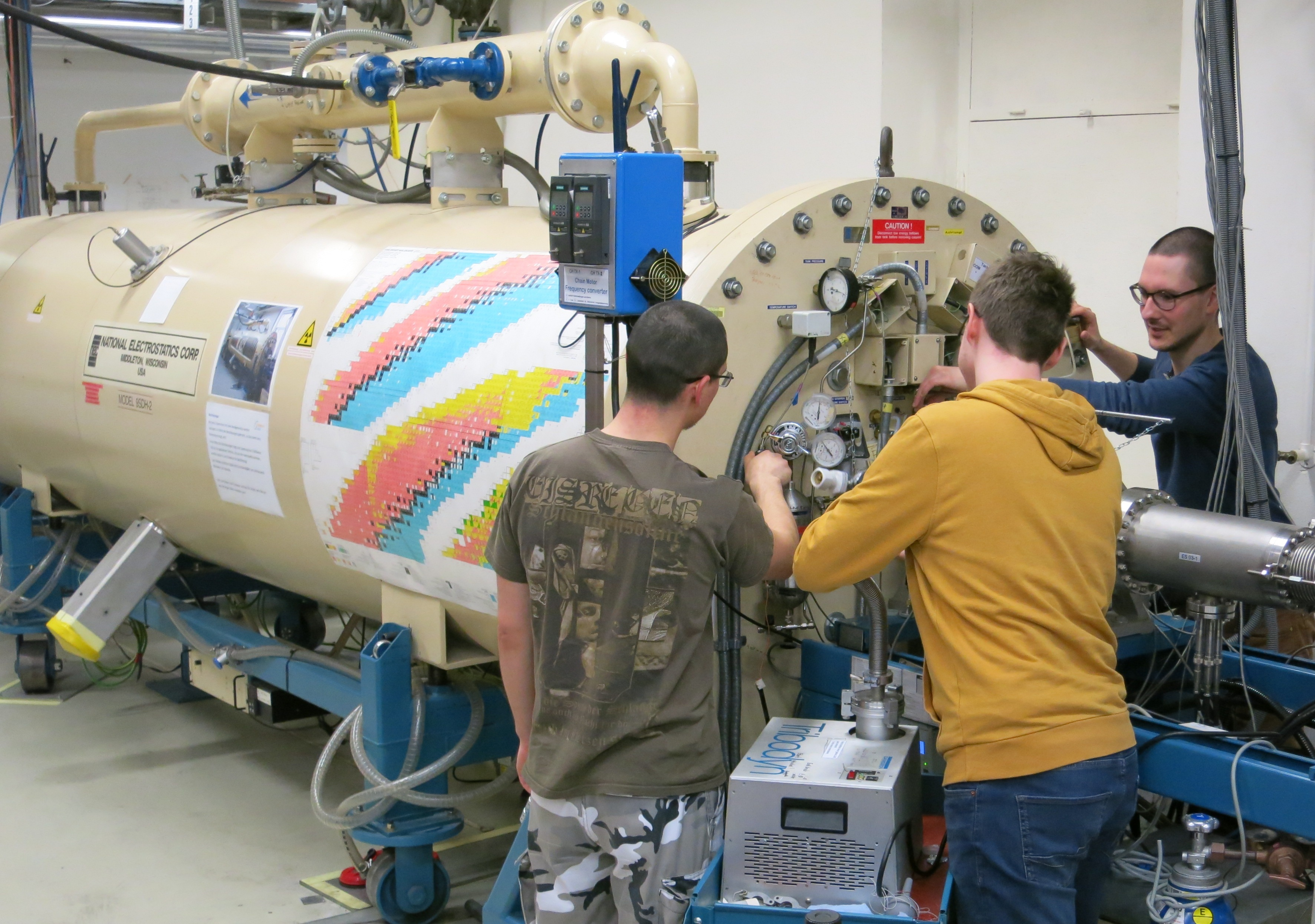
Beschleunigertank VERA mit Studenten

Er ist im Kavalierstrakt der Währinger Straße 17 in Alsergrund in der Nähe der Medizinischen Universität Wien angesiedelt. 

## Technisches
VERA ist ein 3-MV-Pelletron-Tandembeschleuniger. Er verfügt über zwei SNICS-Ionenquellen (Source of Negative Ions by Cesium Sputtering). Die Magnete sind auch für den Einsatz bei schweren Elementen ausgelegt.